# Seaxburg (Wessex)
Seaxburg (auch Seaxburh, Sexburga; † 674?) war von 672 bis 674 als Nachfolgerin ihres Mannes Cenwalh Königin der Gewissæ, einer Volksgruppe, die im späten 7. Jahrhundert als „Westsachsen“ das angelsächsische Königreich Wessex bildete. Die Quellenlage zu Seaxburg ist sehr spärlich und teilweise widersprüchlich. Entsprechend unterschiedlich sind daher die Auslegungen der Historiker.

## Leben

### Familie
Seaxburgs Herkunft ist unbekannt. Ihr Name deutet auf eine Abstammung aus der ostanglischen Dynastie der Wuffinger hin, bei deren Angehörigen das Namenselement „Seax-“ auch zu finden ist. Eine Abstammung aus dem Haus Wessex ist zwar nicht auszuschließen, doch waren dort „Seax-“Namen ungebräuchlich. König Cenwalh war zweimal verheiratet; in erster Ehe mit einer Schwester von König Penda von Mercia, die er um 645 verstieß; in zweiter Ehe mit Seaxburg. Nachkommen Seaxburgs sind nicht bekannt.
Nach anderer Auffassung handelt es sich bei Seaxburg um eine Tochter Pybbas und Pendas Schwester. Als Cenwalh sie verstieß wurde er von Penda vertrieben und Seaxburg nach Cenwalhs Tod von ihrem Bruder als Königin eingesetzt.

### Herrschaft
Cenwalh folgte seinem Vater Cynegils im Jahr 642 auf den Thron. 645 überfiel Penda von Mercia die Gewissæ, weil, so Beda Venerabilis, Cenwalh seine erste Frau, eine Schwester Pendas, verstoßen und „eine andere Frau“ (Seaxburg) geheiratet hatte. Cenwalh floh an den Hof König Annas von East Anglia, der ebenfalls mit Penda verfeindet war. Wer während seines Exils die Herrschaft über sein Königreich ausübte, ist unbekannt. Möglicherweise regierte Cenberht, der Vater des späteren Königs Caedwalla, in dieser Zeit. 648 gelangte Cenwalh unter unbekannten Umständen wieder an die Macht.
Nach der Angelsächsischen Chronik starb Cenwalh 672 und seine Witwe Seaxburg übernahm für ein Jahr die Herrschaft. Diese Darstellung scheint jedoch stark vereinfachend zu sein. Beda hingegen berichtete, dass das Reich zwischen den Unterkönigen aufgeteilt wurde. Es erscheint wahrscheinlich, dass nach Cenwalhs Tod die „starke Hand“ eines dominanten Königs fehlte und das Reich in dieser 10-jährigen Schwächephase in Unterreiche zerfiel, wenngleich Seaxburg zumindest der Anspruch auf eine Vormachtstellung zuerkannt wurde.
Sie scheint, was einzigartig in der angelsächsischen Geschichte ist, nicht als Regentin für ihre Kinder, sondern aus eigenem Recht geherrscht zu haben. Sie ist die einzige Königin, die in den angelsächsischen Königslisten genannt wird. Vermutlich herrschte sie etwas länger als ein Jahr, da Æscwine, der nächste König, sein Amt erst 674 angetreten haben soll. 674 wird als ihr vermutliches Todesjahr angenommen.